# Греко-римская борьба на летних Олимпийских играх 1928 — до 58 кг

Соревнования по греко-римской борьбе в рамках Олимпийских игр 1928 года в легчайшем весе (до 58 килограммов) прошли в Антверпене со 2 по 4 августа 1928 года в Power Sports Building. 
Для участия в соревнованиях заявились 22 спортсмена из 19 стран. Однако от каждой страны мог принять участие лишь один представитель, поэтому голландец Бедорф, венгр Секфю и югослав Маркович в соревнованиях не участвовали; таким образом титул разыгрывался между 19 борцами. Самым молодым участником был Георгес Миллер (21 год), самым возрастным участником Йоханнес ван Маарен (38 лет). 
В качестве претендентов на титул рассматривались действующий олимпийский чемпион, вице-чемпион Европы 1927 года Эдуард Пютсеп и чемпион Европы 1927 года Джованни Гоцци. Однако Пютсеп неожиданно проиграл в третьем круге и в четвёртом, несмотря на победу, из турнира вылетел, перебрав штрафных баллов. Гоцци, проиграв вторую встречу, вылетел лишь в пятом круге, но поскольку осталось лишь два финалиста, между Гоцци и Оскаром Линделёфом была проведена встреча за третье место. 
Золотая медаль была разыграна между Индржихом Маудром, не проигравшим ни одной встречи до финала и Куртом Лойхтом, который одну встречу проиграл. В этой встрече Лойхт победил. В дальнейшем Лойхт был серебряным призёром чемпионата Европы, а Маудр бронзовым, и больше никаких крупных успехов на мировой арене оба борца не имели. Бронзовый призёр Джованни Гоцци на следующих играх стал олимпийским чемпионом. 

## Призовые места
| Золото              | Серебро                    | Бронза                |
| Курт Лойхт Германия | Индржих Маудр Чехословакия | Джованни Гоцци Италия |

## Первый круг
| BP (всего) | BP | Участник 1          | Результат | Участник 2        | BP | BP (всего) |
| ---------- | -- | ------------------- | --------- | ----------------- | -- | ---------- |
| 1          | 1  | Джованни Гоцци      | По очкам  | Ансельм Альфорс   | 3  | 3          |
| 1          | 1  | Альфонс Ария        | По очкам  | Ибрагим Камель    | 3  | 3          |
| 1          | 1  | Индржих Маудр       | По очкам  | Херман Андерсен   | 3  | 3          |
| 1          | 1  | Йоханнес ван Маарен | По очкам  | Бурхан Конкероглу | 3  | 3          |
| 0          | 0  | Эдуард Пютсеп       | Туше      | Георгес Миллер    | 3  | 3          |
| 0          | 0  | Оскар Линделёф      | Туше      | Эдуардо Боск      | 3  | 3          |
| 0          | 0  | Курт Лойхт          | Туше      | Хенрик Ганзера    | 3  | 3          |
| 1          | 1  | Свен Мартинсен      | По очкам  | Дьюла Сабо        | 3  | 3          |
| 1          | 1  | Эдён Зомбори        | По очкам  | Георгиос Зервинис | 3  | 3          |
| 0          | 0  | Пьер Моллен         | Пропускал |                   |    |            |

## Второй круг
| BP (всего) | BP | Участник 1      | Результат | Участник 2          | BP | BP (всего) |
| ---------- | -- | --------------- | --------- | ------------------- | -- | ---------- |
| 3          | 0  | Ансельм Альфорс | Туше      | Пьер Моллен         | 3  | 3          |
| 1          | 0  | Джованни Гоцци  | Туше      | Альфонс Ария        | 3  | 4          |
| 1          | 0  | Индржих Маудр   | Туше      | Ибрагим Камель      | 3  | 6          |
| 3          | 0  | Херман Андерсен | Туше      | Бурхан Конкероглу   | 3  | 6          |
| 1          | 1  | Эдуард Пютсеп   | По очкам  | Йоханнес ван Маарен | 3  | 4          |
| 0          | 0  | Оскар Линделёф  | Туше      | Георгес Миллер      | 3  | 6          |
| 0          | 0  | Курт Лойхт      | Туше      | Эдуардо Боск        | 3  | 6          |
| 3          | 0  | Дьюла Сабо      | Туше      | Хенрик Ганзера      | 3  | 6          |
| 2          | 1  | Эдён Зомбори    | По очкам  | Свен Мартинсен      | 1  | 4          |

## Третий круг
| BP (всего) | BP | Участник 1      | Результат | Участник 2          | BP | BP (всего) |
| ---------- | -- | --------------- | --------- | ------------------- | -- | ---------- |
| 1          | 0  | Джованни Гоцци  | Туше      | Пьер Моллен         | 3  | 6          |
| 2          | 1  | Ансельм Альфорс | По очкам  | Альфонс Ария        | 3  | 7          |
| 2          | 1  | Индржих Маудр   | По очкам  | Йоханнес ван Маарен | 4  | 7          |
| 3          | 0  | Херман Андерсен | Туше      | Эдуард Пютсеп       | 3  | 4          |
| 1          | 1  | Оскар Линделёф  | По очкам  | Дьюла Сабо          | 3  | 6          |
| 1          | 1  | Курт Лойхт      | По очкам  | Свен Мартинсен      | 4  | 7          |
| 2          | 0  | Эдён Зомбори    | Пропускал |                     |    |            |

## Четвёртый круг
| BP (всего) | BP | Участник 1     | Результат | Участник 2      | BP | BP (всего) |
| ---------- | -- | -------------- | --------- | --------------- | -- | ---------- |
| 3          | 1  | Эдён Зомбори   | По очкам  | Ансельм Альфорс | 2  | 5          |
| 3          | 2  | Индржих Маудр  | По очкам  | Джованни Гоцци  | 3  | 4          |
| 2          | 0  | Оскар Линделёф | По очкам  | Херман Андерсен | 3  | 6          |
| 5          | 1  | Эдуард Пютсеп  | По очкам  | Курт Лойхт      | 3  | 4          |

## Пятый круг
| BP (всего) | BP | Участник 1     | Результат | Участник 2     | BP | BP (всего) |
| ---------- | -- | -------------- | --------- | -------------- | -- | ---------- |
| 5          | 4  | Джованни Гоцци | По очкам  | Эдён Зомбори   | 3  | 6          |
| 3          | 2  | Индржих Маудр  | Туше      | Оскар Линделёф | 3  | 5          |
| 4          | 0  | Курт Лойхт     | Пропускал |                |    |            |

## Шестой круг
| BP (всего) | BP | Участник 1 | Результат | Участник 2    | BP | BP (всего) |
| ---------- | -- | ---------- | --------- | ------------- | -- | ---------- |
| 4          | 0  | Курт Лойхт | Туше      | Индржих Маудр | 3  | 6          |

## Седьмой круг
| BP (всего) | BP | Участник 1     | Результат | Участник 2     | BP | BP (всего) |
| ---------- | -- | -------------- | --------- | -------------- | -- | ---------- |
| 5          | 0  | Джованни Гоцци | Туше      | Оскар Линделёф | 5  | 8          |